# Poolestown
Poolestown – osada w Anglii, w hrabstwie Dorset, w dystrykcie (unitary authority) Dorset. Leży 29 km na północ od miasta Dorchester i 168 km na zachód od Londynu.